# Bolivia (chanson de Walton)

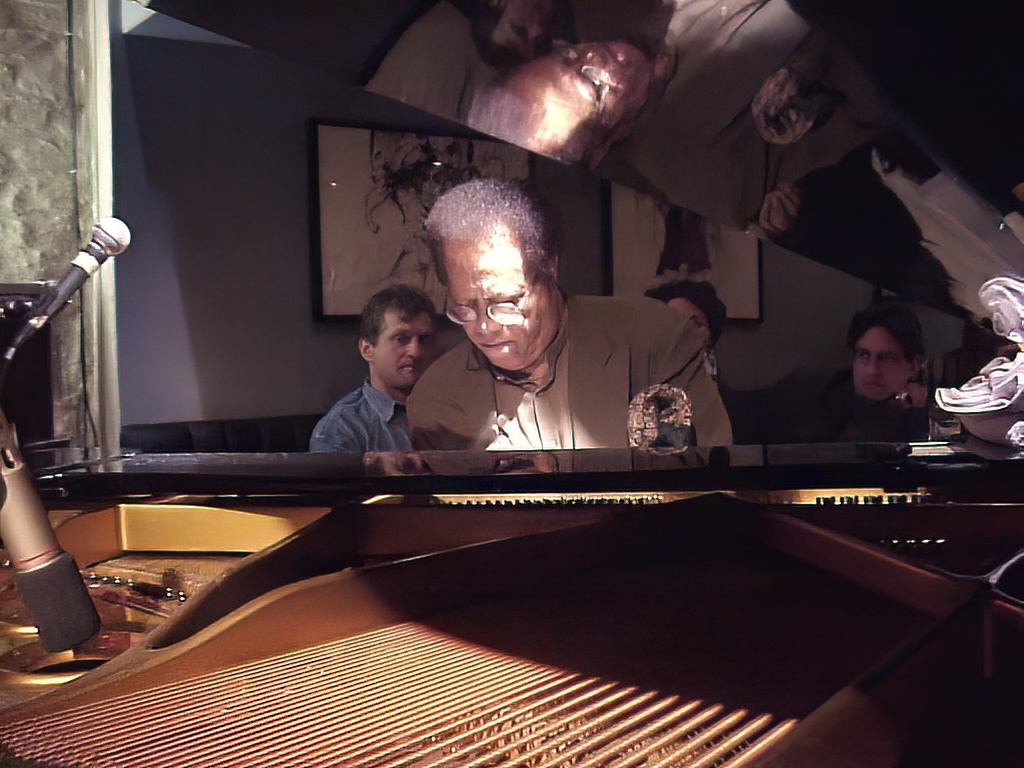
Photo de Cedar Walton en 2001, le compositeur bolivien.

Bolivia est un standard de jazz du pianiste de jazz américain Cedar Walton ,. Elle est considérée comme sa composition la plus connue.

## Arrière-plan
Bolivia a été enregistrée pour la première fois sur l'album éponyme Eastern Rebellion (en) (1976) avec Cedar Walton au piano, George Coleman au saxophone ténor, Sam Jones à la basse et Billy Higgins à la batterie.

## Composition musicale

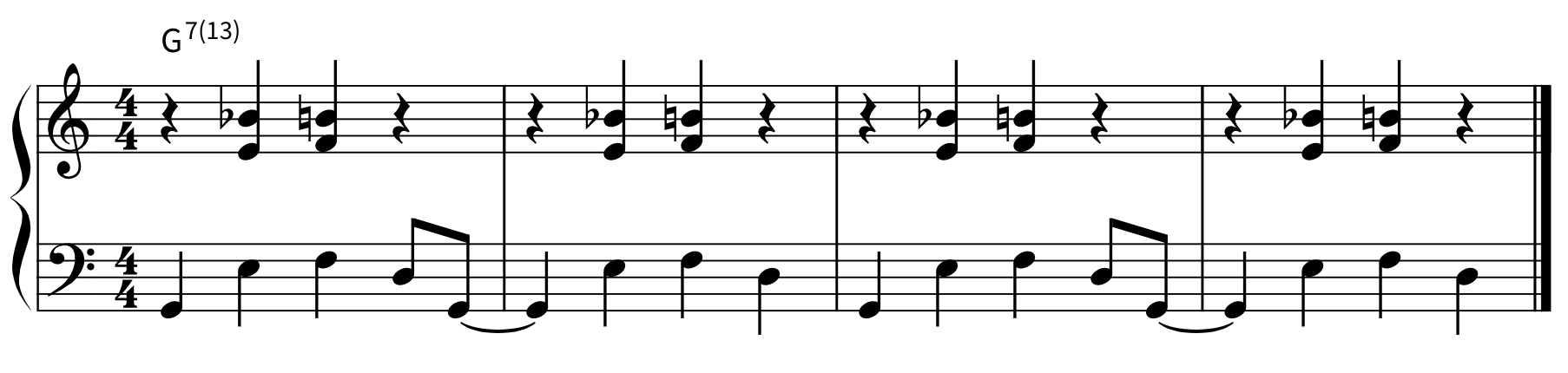
Les quatre premières mesures de Bolivia de Cedar Walton.

La tonalité est sol majeur ; le titre est généralement joué dans un style afro-cubain.
Un ostinato de basse  est répété tout au long des 16 premières mesures de la chanson, lesquelles sont entièrement basées sur un accord G7(13).
La section B, les 16 dernières mesures, se base sur la forme ci-dessous. 
| E♭Δ7 | A13(7)   | DΔ7    | A♭7      |
| GΔ7  | F♯7 (♯9) | B-7    | C7 (♯11) |
| B-7  | B-7/A    | A♭-7♭5 | G-7 C7   |
| FΔ7  | B7       | B♭Δ7   | A7       |

Après la section B, la chanson se répète avec le même ostinato de basse.

## Enregistrements notables
- Eastern Rebellion dans Eastern Rebellion (1976) [4]
- Sam Jones dans Something in Common (en) (1978)
- Doug Raney Quintet dans I'll Close My Eyes (en) (1982)
- Freddie Hubbard dans Bolivia (1991)
- Cody Moffett dans Evidence (1993)
- John Carlini dans Further Adventures (2007)
- Sean Dobbins et les Modern Jazz Messengers dans Blue Horizons (2008)